# Gino Del Signore
Gino Del Signore (Roma, 30 aprile 1906 – Bellagio, 30 dicembre 1978) è stato un tenore italiano.

## Biografia
Studiò col tenore Giulio Crimi.

## Discografia parziale

### 78 giri
- 1936: Nonna...sorridi/Manuela (Parlophon, GP 91875)
- 1936: Sei troppo bionda/Ho un buco nella tasca (Parlophon, GP 91876; lato A cantato da Nino Fontana)
- 1937: Topino d'oro/Sogno tzigano (Parlophon, GP 92142; lato A con Trio Vocale Sorelle Lescano, lato B Del Signore da solo[1])
- 1937: Ronda di primavera/Pranzo solo (Parlophon, GP 92143; lato A con Trio Vocale Sorelle Lescano, lato B Del Signore da solo[1])
- 1937: E tu?/Com'è bello far l'amore (Parlophon, GP 92144; lato A con Trio Vocale Sorelle Lescano, lato B Del Signore con Nina Canonico Artuffo[1])